# Stenogrampta elongata
Stenogrampta elongata är en insektsart som beskrevs av Dietrich och Rakitov 2002. Stenogrampta elongata ingår i släktet Stenogrampta och familjen dvärgstritar. Inga underarter finns listade i Catalogue of Life.